# Халха-Узур
Халха-Узу́р — деревня в Ольхонском районе Иркутской области. Входит в Еланцынское муниципальное образование. 

## География
Находится в 11 км к северо-востоку от районного центра — села Еланцы.

## Население
| 2002 | 2010 | 2011 | 2012 |
| ---- | ---- | ---- | ---- |
| 3    | ↘0   | →0   | →0   |

По данным Всероссийской переписи, в 2010 году в деревне не было постоянного населения.